# گوکسل آرسوی
گوکسل آرسوی (انگلیسی: Göksel Arsoy؛ زادهٔ ۱۵ مارس ۱۹۳۶) بازیگر اهل ترکیه است.